# Рудницький Михайло Іванович
Миха́йло-Лев Іва́нович Рудни́цький (7 січня 1889, Підгайці, Тернопільська область — 1 лютого 1975, Львів) — український літературний критик, літературознавець, письменник, поет, перекладач. Дійсний член НТШ, доктор філософії (1914). 

## Життєпис
Народився 7 січня 1889 року в Підгайцях.
Батько — нотар Іван Рудницький (1856—1906), мати — Іда Шпіґель (1862—1950), дочка єврейського рабина у Львові. 
Мав ще братів Володимира (1890—1974), Івана, Антіна та сестру Мілену.
Навчався у Академічній гімназії у Львові, продовжив навчання у Самбірській гімназії, а з 1903 року в гімназії Бережан. Тут він почав писати вірші (1905).
У грудні 1906 року батько помер і мати з дітьми переїхала до Львова.  
У 1907 році вступив на правничий факультет Львівського університету ім. Франца І у Львові і одночасно почав працювати у «Книгарні Польській» секретарем літературознавця Остапа Ортвіна. У 1908 покинув юриспруденцію і перевівся на філософський факультет, а згодом вирішив їхати до Парижа вивчати французьку літературу. Від 1 вересня 1910 до 1 листопада 1911 навчався в Сорбонні, де слухав лекції Анрі Бергсона і Жоржа Сореля. У Парижі вступив до Франко-слов'янського товариства і до місцевої «Української громади», де зустрічався з Володимиром Винниченком та Анатолієм Луначарським. Повернувшись до Львова, продовжував навчання у Львівському університеті, який закінчив у 1913 році. У «Книгарні Польській» працював до 1914 року.
10 липня 1914 року у Львівському університеті подав до захисту дисертаційну роботу «Іван Франко як письменник і критик» на здобуття ступеня доктора філософії. Вважається одним з найавторитетніших дослідників творчості Франка.
З початком Першої світової війни уникнув призову до австрійської армії. У квітні 1915 р., ще під час російської окупації Галичини, виїхав до Києва. Від вересня 1917 викладав німецьку мову у новоствореній 2-й українській гімназії імені Кирило-Мефодіївського братства. Паралельно упродовж 1917—1918 працював в Українському народному університеті на посаді доцента кафедри філософії. 
З падінням режиму гетьмана Павла Скоропадського покинув Київ у грудні 1918 р. До Галичини не повернувся через українсько-польську війну; через Будапешт, Відень і Швейцарію виїхав до Парижа. Від 29 березня 1919 працював секретарем дипломатичної місії УНР, перекладачем при українському хорі Олександра Кошиця. Від 8 листопада 1920 до 29 серпня 1921 р. проживав у Лондоні, знов повернувся до Парижа, потім проживав на Французькій Рив'єрі. 
7 липня 1922 повернувся з Парижа до Львова. Працював професором французької і англійської літератури Таємного українського університету у м. Львові (1922—1925), від вересня 1923 р. — завідувач літературного відділу (1923—1929) та співредактор (1929—1939) газети «Діло». У 1934—1938 роках був співредактором журналу «Назустріч» (разом із О. Боднаровичем і Василем Сімовичем). Брав активну участь у діяльності «Товариства українських письменників і журналістів імені Івана Франка» у Львові.
Після виходу монографій «Між ідеєю і формою» (1932) і «Від Мирного до Хвильового» (1936) здобув славу чи не найавторитетнішого українського літературного критика. Співпрацював з Богданом-Ігорем Антоничем, першим відзначив високий літературний талант Ірини Вільде. 
За словами Петра Карманського, в ті часи Михайло Рудницький „в один час зробився диктатором на наймолодшому Парнасі”.
Володів 10 мовами (в тому числі, польською, їдиш, німецькою, французькою, англійською, російською, італійською).
Скоро після повернення до Львова одружився з Мартою Олесницькою — дочкою відомого політичного діяча Євгена Олесницького і Ванди з Врубевських; з нею мав єдину дочку Дарину.
27 червня 1935 р. обраний дійсним членом НТШ, філологічної секції. У 1937 р. обраний професором кафедри української літератури Львівського університету ім. Яна Казимира у Львові, але не затверджений польськими шовіністичними колами на посаді.
Зі встановленням режиму Перших совітів дружина Рудницького разом із дочкою еміґрувала, які і його брати й сестра. Проте сам Михайло залишився у Львові, втратив житло. 
27 листопада 1939 був призначений завідувачем кафедри зарубіжних літератур Львівського державного університету ім. І. Я. Франка (1939—1941), у січні 1940 р. — заступником декана філологічного факультету. Одночасно працював завідувачем відділу критики газети «Вільна Україна» (1939—1940). У 1940 вступив до Львівської організації Спілки письменників УРСР.
Під час німецької окупації як напівєврей змушений був остерігатися за своє життя. У 1942—1943 роках працював домашнім учителем у сім'ї Терпиляків у селі Залуква. Із закінченням війни повернувся до Львова на посаду завідувача кафедри зарубіжних (західних) літератур (1944—1947) Львівського університету, одночасно виконував обов'язки декана філологічного факультету (1944—1947). У 1945 р. затверджений професором на кафедрі зарубіжних літератур.
Восени 1947 р. Рудницького звинуватили в націоналізмі, виключили зі Спілки письменників УРСР, звільнили з посад завкафедри зарубіжних літератур і декана, перестали друкувати. Однак, був змушенний «визнати» свої «помилки», і ще того ж 1947 року його призначили виконувачем обов'язків завідувача кафедри англійської філології (у 1955—1958 — завідувач цієї кафедри). У 1951—1952 і в 1953 виконував обов'язки декана факультету іноземних мов університету, у 1955—1957 — декан цього факультету. За сумісництвом у 1951—1953 рр. викладав на кафедрі мови та літератури Українського поліграфічного інституту ім. Івана Федорова.
1958—1970 рр. — професор кафедри української літератури Львівського університету, з 1970 професор-консультант цієї ж кафедри. У листопаді 1971 р. перейшов до Інституту суспільних наук АН УРСР, але 1 січня 1972 року повернувся професором на кафедру української літератури.
Близько 1960 року одружився зі своєю колишньою студенткою Людмилою Захарій (1932—2012), яка теж походила з Бережан.
Похований на Личаківському цвинтарі у Львові

## Творчий доробок

### Літературознавчі праці
- Між ідеєю і формою (1932),
- Від Мирного до Хвильового (1936)

### Художні твори
- Нагоди і пригоди (1929, збірка оповідань)
- Очі та уста (1932, збірка поезій у прозі)
- Змарнований сюжет (1961, збірка оповідань)

### Публіцистика
- Листи з Лондону (1922)
- Місто контрастів (1929; про свої враження від Лондона)
- Чорна Індія «Молодої Музи» (1937) (передмова до антології творчості поетів «Молодої Музи»)
- Під чужими прапорами (1954, співавт. з В. Беляєвим)
- Творчі будні Івана Франка (1956)
- Письменники зблизька (I книга — 1958; ІІ книга — 1959; III книга — 1964)
- У наймах у Мельпомени (1963)
- Ненаписані новели (1966)
- Непередбачені зустрічі (1969)

### Переклади
- Вільям Шекспір «Гамлет»
- Віктор Гюго «Мазепа» (Mazeppa, 1828)
- Емілія Бронте «Буреверхи» (1938) (Wuthering Heights, 1847)
- Оноре де Бальзак,Проспер Меріме, Сомерсет Моем, Гілберт Кіт Честертон, Едгар Алан По українською мовою
- твори Василя Стефаника, Михайла Яцкова французькою мовою.
- Проспер Меріме «Кармен» та інші новели.

## Нагороди
Нагороджений  Почесною грамотою Президії Верховної Ради УРСР, іншими державними нагородами.

## Популяризація імені і спадку
Після тривалого періоду проскрибування і неґації поступово відродився суспільний інтерес до творчого спадку Михайла Рудницького. 
- 1997 Сергій Квіт, майбутній міністр культури України в уряді Арсенія Яценюка (2014—2016), захистив в  Інституті журналістики Київського національного університету імені Тараса Шевченка кандидатську дисертацію «Літературно-критична й журналістська діяльність Михайла Рудницького у 1910-1930-х роках»;
- 2007 зусиллями львівського публіциста Івана Банаха у видавництві «Тріада плюс» вийшли окремим виданням дві його новели «Ворог целібату» і «Самовар»;
- 2009 дрогобицький літературознавець і політолог Олег Баган видав основні літературознавчі праці М. Рудницького «Від Мирного до Хвильового», «Між ідеєю і формою» разом з есе «Що таке «Молода Муза»? під однією обкладинкою;
- 2023 львівська науковиця Софія Когут випустила об'ємне дослідження «Творчість Михайла Рудницького у контексті міжвоєнної доби»;
- 2024 молодий науковець Ілля Чедолума на підставі захищеної у Львові у 2022 кандидатської дисертації видав ґрунтовну монографію «Дилеми українського Мефістофеля: інтелектуальна біографія Михайла Рудницького (1889—1975)»:

Існує й окремий туристичний маршрут, присвячений батькам літературознавця, в рамцях пішої екскурсії «Єврейський Львів», організованої львівською аґенцією Топ-Тур.

## Аудіокниги
Михайло Рудницький. "Без слів, замість слів" (поезія в прозі із збірки "Очі та уста"): https://www.youtube.com/watch?v=t6ynlxN9FE4
Михайло Рудницький. "На св. Миколи під подушку" (поезія в прозі із збірки "Очі та уста"):https://www.youtube.com/watch?v=l06nAIBc5lI
Михайло Рудницький. "Тінь дружби" (поезія в прозі із збірки "Очі та уста"): https://www.youtube.com/watch?v=S1yz6qycMLc
Михайло Рудницький. "Шепіт розколиханої гілки" (поезія в прозі із збірки "Очі та уста"): https://www.youtube.com/watch?v=KzLNVLOeHdI